# Villa Emo
Villa Emo is een villa in Fanzolo (Veneto, Italië), gebouwd tussen 1555 en 1565 door Andrea Palladio voor de Venetiaanse edelman Lunardo Emo.
Het is een goed voorbeeld van een Venetiaans buitenverblijf zoals er vele zijn gebouwd in de 16e en 17e eeuw op "terra firma" (het vasteland). Deze villa's werden gebouwd als agrarisch getint buiten, voor rijke en invloedrijke Venetianen die er 's zomers konden verblijven. Ten eerste om de stad te ontvluchten en ten tweede om toezicht te houden op de oogst.
De vorm was meestal die van een hoofdgebouw met bijgebouwen: barchessa's, waar de oogst kon worden opgeslagen en de rijtuigen konden worden gestald. Deze naam verwijst naar de oorspronkelijke Venetiaanse functie van dit soort bijgebouwen in Venetië voor de opslag voor de vaartuigen. Het hoofdgebouw is, als te doen gebruikelijk, rijkelijk gedecoreerd met fresco's van Giovanni Battista Zelotti.
Villa Emo is zeer goed bewaard gebleven, ook al doordat het tot 2004 in handen van de familie Emo is gebleven.
Villa Emo werd als onderdeel van Vicenza en de Palladiaanse villa's in Veneto door de commissie voor het Werelderfgoed erkend als UNESCO werelderfgoed. Vicenza en drie villa's werden in 1994 tijdens de 18e sessie van de Commissie voor het Werelderfgoed bijgeschreven op de werelderfgoedlijst. 22 bijkomende villa's, waaronder de Villa Emo werden tijdens de 20e sessie in 1996 erkend.
Stad Vicenza en de Palladiaanse villa's van Veneto · Villa Trissino (Cricoli) · Villa Gazzotti Grimani · Villa Almerico Capra, La Rotonda · Villa Angarano · Villa Caldogno · Villa Chiericati · Villa Forni Cerato · Villa Godi · Villa Pisani · Villa Poiana · Villa Saraceno · Villa Thiene · Villa Trissino · Villa Valmarana · Villa Valmarana · Villa Badoer, La Badoera · Villa Barbaro · Villa Emo · Villa Zeno ·  Villa Foscari, La Malcontenta ·  Villa Pisani · Villa Cornaro ·  Villa Serego · Villa Piovene
- Gemeinsame Normdatei: 4381965-5
- Nationale Bibliotheek van Israël: 987007605365805171
- Virtual International Authority File: 243841286